# 1904 az irodalomban
Az 1904. év az irodalomban.

## Megjelent új művek

### Próza
- John Galsworthy korai regénye: The Island Pharisees (A szigeti képmutatók)
- Hermann Hesse első regénye: Peter Camenzind
- Henry James regénye: The Golden Bowl (Az aranyserleg)
- Jack London: The Sea Wolf (A tengeri farkas)
- Luigi Pirandello regénye: Il Fu Mattia Pascal ('a boldogult Mattia Pascal'; magyar címe: Mattia Pascal kettős élete)
- Władysław Reymont lengyel író Parasztok (Chłopi) című regényének első két kötete: Ősz és Tél. További részei: Tavasz (1906) és Nyár (1909)
- Romain Rolland Jean-Christophe című tízkötetes regényfolyamának (1904–1912) első kötetei
- Jules Verne regényei:
  - Véres dráma Livóniában (Un drame en Livonie)
  - A Világ Ura (Maître du monde)
- H. G. Wells regénye: The Food of the Gods (Az istenek eledele)
- Stefan Żeromski lengyel író regénye:  Hamvak (Popioły)

### Költészet
- Alekszandr Blok orosz szimbolista költő első önálló kötete: Versek a Szépséges Hölgyről (Стихи о прекрасной даме)
- Giovanni Pascoli olasz költő kötete: Első versek (Primi poemetti)

### Dráma
- Anton Pavlovics Csehov utolsó drámája: Cseresznyéskert (Вишнёвый сад); bemutató januárban, és év közben megjelenik nyomtatásban
- J. M. Barrie skót regény- és drámaíró meseszínműve: Pán Péter, avagy a fiú, aki nem akart megnőni (Peter Pan; or, the Boy Who Wouldn't Grow Up or Peter and Wendy), bemutató decemberben; az ebből készült regény 1911-ben jelenik meg
- Frank Wedekind német drámaíró: Pandora szelencéje (Die Büchse der Pandora), bemutató. [Wedekind A föld szelleme (1895) című drámájának folytatása]
- Cuboucsi Sójó japán regény- és drámaíró nyugati típusú drámája: Sinkjoku Urasima ('Újmódi Urasima’)

### Magyar irodalom
- Jókai Mór regénye: Ahol a pénz nem Isten
- Herczeg Ferenc drámája: Bizánc (bemutató)

## Születések
- január 22. – Arkagyij Petrovics Gajdar orosz ifjúsági író († 1941)
- március 18. – Srečko Kosovel szlovén költő, író, kritikus († 1926)
- március 30. – Gereblyés László magyar költő, műfordító († 1968)
- május 23. – Palotai Boris magyar író, költő († 1983)
- július 12. – Pablo Neruda  Nobel-díjas (1971) chilei költő († 1973)
- szeptember 6. – Keresztury Dezső Széchenyi-díjas író, költő, irodalomtörténész, kritikus, műfordító, egyetemi tanár († 1996)
- szeptember 27. – Edvard Kocbek szlovén író, költő, esszéista, fordító († 1981)
- szeptember 29. – Nyikolaj Alekszejevics Osztrovszkij orosz, szovjet író († 1936)
- október 2. – Graham Greene angol író, drámaíró, kritikus, az 1950-es évektől a 20. század egyik meghatározó irodalmi alakja († 1991)
- december 20. – Jevgenyija Szolomonovna Ginzburg orosz írónő, aki 18 évet töltött a szovjet rezsim börtöneiben és a gulágon († 1977)
- december 26. – Alejo Carpentier kubai író († 1980)

## Halálozások
- január 3. – Larin Paraske izsór népi énekes[1] (* 1834)
- május 5. – Jókai Mór magyar regényíró, a „nagy magyar mesemondó”, a 19. század második felének ünnepelt írófejedelme  (* 1825)
- június 3. – Jovan Jovanović Zmaj szerb költő (* 1833)
- július 6. – Ibrahim Abaj Kunanbajuli kazah költő, énekmondó, filozófus, műfordító, a kazah irodalmi nyelv megteremtőinek egyike (* 1845)
- július 15. – Anton Pavlovics Csehov orosz író, drámaíró (* 1860)
- szeptember 26. – Lafcadio Hearn ír (?), majd japán nemzetiségű író, műfordító, a japán kultúra és irodalom szakértője (* 1850)